# Anthony Swerling
Anthony Swerling, svensk dramatiker, översättare, språkforskare, konstnär och strindbergforskare född den 31 juli 1944 i Manchester, England, död 16 augusti 2004 i Stockholm. Efter studenten vid North Manchester Grammar (1955-62) studerade Swerling språk och litteratur vid Trinity Hall i Cambridge (1962-70) dit han blev antagen redan vid 17 års ålder. Dessutom studerande han under 1975 vid University of Glasgow. Swerling flyttade i början på 1980-talet till Sverige då han beviljats stipendium från Svenska institutet för att fortsätta sin Strindbergsforskning. Hans dramer har översatts till ett flertal språk och spelas främst i Östeuropa (Litauen, Polen, Rumänien, Ryssland, Serbien, Ukraina, Vitryssland).
Swerling erhöll Hachette-Larousse Literary Prize 1965 och var chef för Mole Theatre Workshop i London 1976-77.
Bland hans dramer kan speciellt nämnas:
- Politikerns sista tal
- Söt, degig och kletig
- Ett fall för Freudenthal
- Horan från Harlem
- Ät mig